# Lågemade Fyr
Lågemade Fyr blev bygget i 1896 og er beliggende på Broagerland ved Egernsund. Det er egentlig et ledefyr med et bagfyr ca. 700 m inde i landet på en 21 m høj gittermast. Fyret leder skibene gennem den smalle sejlrende ind til Flensborg. Skibene skal dermed orientere sig bagud for at ramme sejlrenden.

## Eksterne links
- http://www.fyrtaarne.dk/